# PHP-95
Le PHP ou PHP-95 (pour Prvi Hrvatski Pištolj, en français : premier pistolet croate) est un pistolet de production croate utilisé durant les Guerres de Yougoslavie (1991-1995).

## Présentation
Le PHP, fabriqué de 1991 à 1994, fut le premier modèle de pistolet de la société IM  Metal (connue ensuite comme HS Produkt). Ce pistolet semi-automatique à platine double action  est basé sur le Walther P38, avec certaines caractéristiques du Beretta 92 dont le chargeur à grande capacité. 

## Carrière militaire
L'armée croate est le seul utilisateur connu du PHP. Utilisé durant la guerre de Croatie, il est remplacé par les HS-95 puis  HS-2000.

## Variantes
- PHP MV 9  : version standard à canon de 10,5 cm.
- PHP MV 17  : version plus rare à canon de 14 cm.

## Sources
- M. Propenker, « Pistolet PHP MV 9 et PHP VM 17 (Croatie) » , www.modernfirearms.net . Récupéré le 8 février 2025 .
- Collectif, « PHP Pistol », www.military-history.fandom.com, 2024.